# Microrreserva Barranc del Toll
Barranc del Toll es una microrreserva de flora ubicada en Benejama (Alicante) con una superficie de 19 100 hectáreas. La titularidad es de la Generalidad Valenciana (Al-1074, número 124 del Catálogo de Montes de Utilidad Pública, «La Replana»).
Las especies prioritarias a proteger son el tarranguillo (Dictamnus hispanicus), la genista valenciana (Genista valentina) y la aulaga enana (Genista pumila). También están sujetos a protección los matorrales termomediterráneos y pre-estépicos, Rhamno-Quercetum cocciferae, Helianthemo-Thymetum piperellae thymetosum piperellae y Helianthemo-Thymetum piperellae sideritetosum incanae (Código Natura 2000: 5330), así como los encinares de Quercus ilex y Quercus rotundifolia y Quercetum rotundifoliae (Código Natura 2000: 9340).